# Ciudad Rural Ixhuatán
Ciudad Rural Ixhuatán es una localidad del estado mexicano de Chiapas. Es parte del municipio de Ixhuatán. Fue fundada el 15 de agosto de 2014.

## Demografía
| Censo | Población |
| ----- | --------- |
| 2020  | 1 759     |